# Adventure Time: The Secret of the Nameless Kingdom
Az Adventure Time: The Secret of the Nameless Kingdom videójáték, melyet a WayForward Technologies Pendleton Ward segítségével a Cartoon Network Interactive licence alatt fejlesztettek. A játékot a Little Orbit jelentette meg Microsoft Windows, PlayStation 3, PlayStation Vita, Xbox 360 és Nintendo 3DS platformokra. A The Secret of the Nameless Kingdom a harmadik videójáték a Kalandra fel! című televíziós sorozat alapján a Hey Ice King! Why’d You Steal Our Garbage?! és az Explore the Dungeon Because I Don’t Know! után, illetve az első, melyet az amerikai Little Orbit kiadó jelentett meg. A játékot először 2014. május 8-án jelentették be, és 2014. november 18-án jelentették meg.
A játék cselekménye során Finn és Jake Ooo földjének feltérképezetlen területeinek titkaira derítenek fényt. A játék, hasonlóan az Explore the Dungeon Because I Don’t Know!-hoz egy felülnézetes akció-kalandjáték logikai elemekkel.

## Fogadtatás
| Összegzőoldal | Értékelés                  |
| ------------- | -------------------------- |
| Metacritic    | (3DS) 65/100 (X360) 58/100 |

| Szerző         | Értékelés |
| -------------- | --------- |
| Hardcore Gamer | 3/5       |

A Hardcore Gamer 3/5-ös pontszámmal díjazta a játékot, hozzáfűzve, hogy „a Wayforward épp csak átcsusszant a The Secret of the Nameless Kingdommal. Inspirációi tiszták és biztos, ám túlságosan is ismerős játékmechanikai elemeknek adott életet, azonban a játék végül egy kiábrándító kaland lett, ami elherdálja az egy igazi videójáték adaptációért könyörgő forrásanyagot.”

## Fordítás
- Ez a szócikk részben vagy egészben  az   Adventure Time: The Secret of the Nameless Kingdom című angol Wikipédia-szócikk ezen változatának fordításán alapul.  Az eredeti cikk szerkesztőit annak laptörténete sorolja fel. Ez a jelzés csupán a megfogalmazás eredetét és a szerzői jogokat jelzi, nem szolgál a cikkben szereplő információk forrásmegjelöléseként.